# William Ledeuil
William Ledeuil, né le 16 octobre 1964 à Bourges (Cher), est un chef cuisinier français, chef de deux restaurants à Paris, dont le restaurant étoilé Ze Kitchen Gallery.
Il est considéré comme un des chefs ayant participé au renouveau des légumes en cuisine, avec Alain Passard.

## Biographie
William Joël Ledeuil naît le 16 octobre 1964 à Bourges d'un père boucher et d'une mère commerçante. Il grandit à Beaulieu-sur-Loire,.
Après une scolarité au lycée Saint-Paul à Orléans, il veut d'abord s'orienter vers l'hôtellerie ; il obtient un BTS gestion des entreprises, puis, se tournant vers la restauration, un diplôme à l'école Ferrandi. Il effectue son stage de fin d'études chez Guy Savoy. Après un passage au Carré des Feuillants, il retourne travailler dans trois établissements de Guy Savoy : d'abord chef de cuisine associé au Bistrot de l'Étoile (1991-2000), il est ensuite chef associé au restaurant Les Bouquinistes (1994-2001) puis enfin au Cap Vernet (1995-2001) à Paris.
William Ledeuil découvre d'abord les produits asiatiques dans le 13ème arrondissement de Paris, puis plus tard en voyageant au Japon et en Asie du Sud-Est. Au Viet-Nam, il découvre la richesse des bouillons. Ces découvertes influencent fortement sa cuisine.
En septembre 2001, William Ledeuil ouvre à Paris son propre restaurant, Ze Kitchen Galerie, pensé comme une galerie d'art dont les œuvres sont à la fois sur les murs et dans les plats. Il y pratique une cuisine-fusion inspirée notamment des saveurs de l'Asie du Sud-Est, de l'acide et du piquant, avec une place particulière pour les bouillons qu'il remet au goût du jour.
En 2008, il décroche une étoile Michelin pour Ze Kitchen Galerie.
Il ouvre en 2009 un second restaurant, le Kitchen Galerie Bis (KGB) à Paris puis, en juillet 2017, un troisième, le Kitchen Ter(re) dans lequel il met les pâtes à l'honneur. En 2023, William Ledeuil cède le restaurant KGB au jeune chef Martin Maumet, qui y était chef associé et qui le renomme Oktobre,.
William Ledeuil est considéré comme faisant partie des chefs ayant remis les légumes à l'honneur dans la gastronomie française, avec Alain Passard,.

## Distinctions
- 2006 : chef de l'année pour le Gault&Millau
- 2008 : 1 étoile au guide Michelin
- 2010 : cuisinier de l'année pour le Gault&Millau
- 2010 : Prix d'honneur du Fooding

## Publications
- William Ledeuil et Louis-Laurent Grandadam, Les bouillons, La Martinière, coll. « Cuisine Gastronomie », 8 octobre 2015, 224 p.Livre de recettes de cuisine
- Ze Kitchen galerie : Produits et recettes créatives de William Ledeuil, La Martinière, coll. « Cuisine Gastronomie », 22 septembre 2011, 256 p.Livre de recettes de cuisine
- William Ledeuil, Louis-Laurent Grandadam et Vincent Chae Rin, Le végétal, La Martinière, coll. « Cuisine Gastronomie », 1er octobre 2020, 304 p.Livre de recettes de cuisine
- William Ledeuil et Louis-Laurent Grandadam, Pâtes autrement, La Martinière, coll. « Cuisine Gastronomie », 6 octobre 2016, 224 p.Livre de recettes de cuisine
- William Ledeuil et François-Régis Gaudry, La cuisine de William Ledeuil : Ze Kitchen Galerie, Albin Michel, 2010, 144 p.Livre de recettes de cuisine